# 小店镇 (新乡市)
小店镇，是中华人民共和国河南省新乡市红旗区下辖的一个乡镇级行政单位。

## 行政区划
小店镇下辖以下地区：
南街村、东街村、北街村、西街村、郭庄村、袁周村、马村、东闫屯村、西闫屯村、晋村、王连屯村、前马屯村、后马屯村、堤湾村、王堤村、宋屯村、刘景屯村、丁庄村、关屯村、吴庄村、殷庄村、常村和汾台村。